# Foreste decidue secche del Kathiawar-Gir
Le foreste decidue secche del Kathiawar-Gir sono un'ecoregione dell'ecozona indomalese, definita dal WWF, che si estende attraverso l'India nord-occidentale (codice ecoregione: IM0206).

## Territorio
Questa vasta ecoregione si estende attraverso gli stati indiani nord-occidentali del Gujarat, del Rajasthan e del Madhya Pradesh. Una piccola porzione disgiunta, costituita dalle foreste di Gir, è completamente circondata dalle foreste spinose nord-occidentali. La regione rimane arida per oltre otto mesi all'anno. La piovosità annua registra valori compresi tra 550 e 700 mm e la temperatura supera regolarmente i 40 °C.

## Flora
Le foreste decidue secche di questa ecoregione sono composte da tre strati distinti, con lo strato superiore (la volta) compreso tra 15 e 25 m. Anche all'interno di un'area così arida, la composizione della foresta è determinata dalle relative differenze dei livelli di umidità. Le foreste di teak (Tectona grandis) crescono nelle aree meno aride, in associazione con Aegle marmelos, Boswellia serrata, Desmodium oojeinense, Diospyros spp., Bombax ceiba, Firmiana simplex, Phyllanthus emblica, Dalbergia lanceolaria e Terminalia tomentosa. Nelle aree più asciutte, comunque, le foreste di teak sono rimpiazzate da boschi quasi puri di Anogeissus pendula che crescono prevalentemente sui terreni quarzitici e gneissici del sistema degli Aravalli, in associazione con Acacia catechu. Le colline rocciose sono caratterizzate da Euphorbia caducifolia, Gymnosporia emarginata, Acacia senegal, Commiphora mukul, Wrightia tinctoria, Flueggea leucopyrus, Grewia tenax e Grewia villosa.
Il Monte Abu è ricoperto da foreste decidue secche tropicali, mentre una boscaglia spinosa domina il resto degli Aravalli nel Rajasthan sud-orientale. È su queste colline che si incontra la maggior parte della flora endemica dell'ecoregione, con specie quali Dicliptera abuensis, Strobilanthes hallbergii e Veronica anagallis.
Gli habitat ripariali presentano una flora particolare, caratterizzata da Phoenix sylvestris e Ficus racemosa.

## Fauna

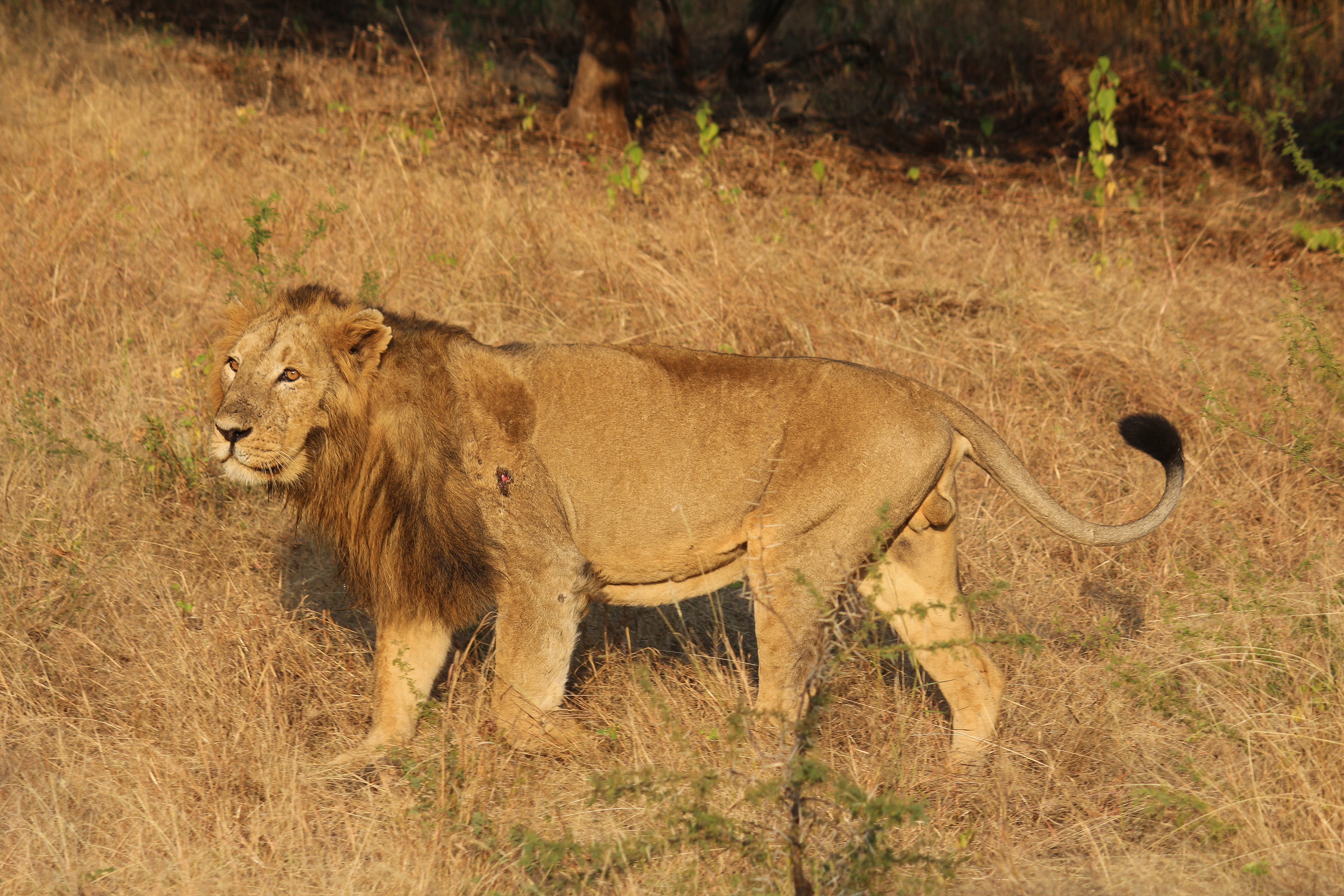
Un leone asiatico, presente solamente in questa ecoregione.

Sebbene la maggior parte della copertura vegetale originaria sia ormai degradata o stata convertita, le aree protette ospitano alte densità di ungulati che a loro volta danno sostentamento a un gran numero di carnivori, tra i quali il leone asiatico (Panthera leo persica), il leopardo (Panthera pardus), il lupo (Canis lupus) e la iena striata (Hyaena hyaena).
L'ecoregione ospita ottanta specie diverse di mammiferi, tra cui l'unica popolazione rimasta di leone asiatico, attualmente limitata al parco nazionale di Gir. Oltre a questi leoni, anche altri mammiferi minacciati di estinzione, come la rara antilope quadricorne (Tetracerus quadricornis), l'antilope cervicapra (Antilope cervicapra) e la gazzella indiana (Gazella bennettii), necessiterebbero di maggiori misure di conservazione.
L'avifauna è rappresentata da 300 specie, un numero particolarmente elevato per una regione così arida. Tra esse figura la cincia nucabianca (Machlolophus nuchalis), una specie quasi endemica che predilige le boscaglie spinose, presente anche nell'adiacente ecoregione delle foreste spinose nord-occidentali. L'ecoregione ospita anche due specie di uccelli globalmente minacciate, l'otarda indiana (Ardeotis nigriceps) e il florican minore (Sypheotides indicus), che dovrebbero essere specie chiave ai sensi della conservazione.

## Conservazione
Gran parte delle foreste dell'ecoregione sono ormai state distrutte o degradate; tuttavia, rimangono ancora aree consistenti di habitat intatto, che meritano di essere conservate per possibili trasferimenti di esemplari di leone asiatico allo scopo di creare ulteriori popolazioni. Attualmente, le ventuno aree protette della regione coprono poco più di 8900 km², il 3% della superficie totale. Tra queste, il parco nazionale di Gir (1720 km²), è il più esteso e probabilmente il più conosciuto al pubblico, grazie al fatto di ospitare gli ultimi leoni asiatici rimasti. Altre tre riserve, Balaram-Ambaji (980 km²), Sariska (980 km²) e Gandhi Sagar (900 km²), hanno dimensioni superiori ai 900 km² e altre tre superano i 300 km².